# Polycythaemia vera

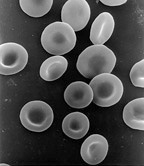
Rode bloedcellen

Polycythaemia vera (PV) of ziekte van Vaquez-Osler is een chronische myeloproliferatieve beenmergaandoening waarbij er te veel rode bloedcellen (erytrocyten) wordt gevormd: primaire polycythemie. Hierdoor neemt de hematocriet toe: het bloed wordt 'dikker', waardoor de bloedcirculatie door de kleinste bloedvaten (haarvaten) afneemt. Polycythaemia vera is zeldzaam; het komt volgens schatting bij 2,8 - 5,4 op de 100.000 mensen voor, vaker bij mannen dan bij vrouwen. De gemiddelde leeftijd waarop de diagnose gesteld wordt is 60 jaar.

## Klinische klachten
De complicaties die bij deze ziekte horen worden veroorzaakt door de toegenomen stroperigheid (viscositeit) van het bloed in combinatie met een verhoogde celaanmaak en –afbraak. De klachten kunnen zijn: hoofdpijn, duizeligheid, vermoeidheid, kortademigheid, rode huid (vooral in gezicht) en jeuk (vooral bij een warm bad of douche). Ook kunnen er problemen ontstaan met zien (lichtflitsen en blinde vlekken), kan er arteriële of veneuze trombose optreden, kunnen er bloedingen ontstaan aan slijmvliezen of huid, jicht, hoge bloeddruk en maagzweren. Bij langer bestaande polycythaemia vera kan de aanmaak van de erytrocyten uitdoven door myelofibrose, wat zich kenmerkt door een vergrote lever en milt omdat de aanmaak van bloedcellen nu in deze organen gebeurt omdat het beenmerg deze functie niet meer (goed) kan uitvoeren.

## Diagnose
Er moet nauwkeurig onderzocht worden of de toename van rode bloedcellen daadwerkelijk veroorzaakt wordt door een defect in de stamcellen van het beenmerg (primaire polycythemie). Er bestaan namelijk meerdere, vaak onschuldigere oorzaken van secundaire polycythemie waardoor er een verhoogde celaanmaak kan optreden, bijvoorbeeld bij (epo-gebruik, na aanwezigheid op grote hoogten, roken, hart- en longziekten). De diagnose moet gesteld worden door het uitvragen van klinische klachten en het verrichten van laboratoriumonderzoek (hoog hemoglobinegehalte, hoog hematocriet, laag MCV, ijzergebrek, leukocytose, trombocytose). De WereldgezondheidsOrganisatie (WHO) heeft major en minor criteria opgesteld waarbij geldt dat de diagnose polycythaemia vera gesteld mag worden indien beide major criteria en 1 minor criterium of het eerste major criterium en 2 minor criteria voldoen.
Major criteria
- Hematocriet ≥ 52 l/l of hemoglobine ≥ 11,6 mmol/l bij mannen; hematocriet ≥ 0,48 l/l of hemoglobine ≥ 10,3 mmol/l bij vrouwen.

- Mutatie in het JAK-2-gen (JAK2V617F of functionele gelijkende mutatie (JAK2-exon-12-mutatie))[7]

Minor criteria
- Afwijkend beenmerg biopt (toegenomen celrijkdom en proliferatie van de 3 cellijnen)
- Erytropoëtinespiegel lager dan normaal.
- Ongecontroleerde groei van rode bloedcellen bij een beenmerg kweek.[8]

## Therapie
Omdat arteriële en veneuze trombose vaak voorkomen is de behandeling ten eerste erop gericht om complicaties door het optreden van trombose te voorkomen. Dit wordt getracht door het slikken van aspirine waardoor de activatie van trombocyten die een essentiële rol spelen in trombosevorming wordt geremd. Daarnaast wordt gestreefd om het erytrocytenvolume (hematocriet) te corrigeren door herhaaldelijke aderlatingen (flebotomie). In eerste instantie wordt wekelijks 200-300 mL bloed afgenomen, maar als correctie bereikt is (Ht lager dan 0,45 bij mannen en 0,42 bij vrouwen) wordt er een onderhoudsschema aangehouden van één keer per 1-3 maanden. Helaas treedt gedurende deze therapie fibrosevorming op van het beenmerg.
De aanmaak van rode bloedcellen kan ook bestreden worden met cytostatica zoals hydroxyureum, IFN-alfa of radioactief fosfor. Bij jongeren (tot 60 jaar) wordt bij voorkeur alleen aderlaten toegepast vanwege het ontbreken van carcinogene effecten, maar bij ernstige trombocytose en/of leukocytose of een toegenomen risico op vasculaire complicaties (trombose, vergrote milt) wordt hydroxyureum of IFN-alfa gegeven. Alleen bij oudere patiënten of zeer moeilijk te behandelen ziekte wordt radioactief fosfor toegepast omdat door deze behandeling de kans op het krijgen van leukemie of lymfomen aanzienlijk toeneemt.
Vanwege de hoge aanmaak en vervolgens afbraak van erytrocyten kan het urinezuur verhoogd zijn. Om de klachten van jicht te verminderen wordt allopurinol gegeven waardoor er minder urinezuur gevormd wordt. Bij de behandeling van jeuk zijn vooral interferon en paroxetine effectief gebleken.

## Beloop
Het beloop kan zich uitstrekken over tientallen jaren. De levensverwachting wijkt niet veel af van normaal. Vasculaire complicaties (trombose) zijn de belangrijkste doodsoorzaak. Bij ongeveer 30% van de patiënten ontwikkelt zich uiteindelijk myelofibrose en bij ongeveer 5% acute myeloïde leukemie.